# Harro Zimmermann
Harro Zimmermann (* 2. Juni 1949 in Delmenhorst) ist ein deutscher Literaturwissenschaftler, Publizist und Rundfunkredakteur. Er ist Mitglied des PEN-Zentrums Deutschland sowie der Jury der Sachbuch-Bestenliste von Literarische Welt, Neue Zürcher Zeitung, RBB und ORF 1. Er arbeitet und publiziert im Bereich der deutschen Kultur-, Literatur- und Mediengeschichte des 18. bis 21. Jahrhunderts.

## Leben
Zimmermann studierte in Kiel und Göttingen Rechtswissenschaften, Germanistik, politische Wissenschaften und Philosophie. Er war von 1975 bis 1979 in der Erwachsenenbildung tätig, wurde 1980 mit einer Dissertation über Friedrich Gottlieb Klopstock promoviert und arbeitete von 1979 bis 1982 als Gymnasiallehrer. 1982 wechselte er an die Universität Bremen als Literaturhistoriker im Forschungsschwerpunkt 'Spätaufklärung' der Universität Bremen, wo er bis 1987 beschäftigt war. 1988 wurde er nach Jahren freier publizistischer Tätigkeit Kulturredakteur bei Radio Bremen. Hier leitete er von 1995 bis 2000 sein Groß-Projekt 'CampusRadio', das von den Universitäten Bremen und Oldenburg sowie von Radio Bremen getragen wurde.
Zimmermann war von 1996 bis 1998 Vorstandsvorsitzender der Bremer Gesellschaft für deutsche Presseforschung, von 1996 bis 2006 Mitglied des Beirats beim Vorstand der Bundesakademie für kulturelle Bildung Wolfenbüttel, und von 2000 bis 2002 ehrenamtlicher Geschäftsführer der Günter Grass Stiftung Bremen, heute ist er Mitglied des Kuratoriums des Medienarchivs Günter-Grass-Stiftung Bremen. Nach der Habilitation 1998 wurde er 2006 zum außerplanmäßigen Professor für Neuere Deutsche Literaturwissenschaft an der Universität Bremen ernannt. Zimmermann ist seit vier Jahrzehnten mit zahlreichen Schriften zur Kultur- und Literaturgeschichte des 18. bis 21. Jahrhundert, sowie mit einer Reihe beachteter Biografien hervorgetreten, über Günter Grass, Friedrich Schlegel, Friedrich Gentz, Friedrich Sieburg und Carl Ludwig Sand. Seit seiner Pensionierung 2014 arbeitet er als Sachbuchautor und freier Publizist. Er ist Mitherausgeber der Hamburger Ausgabe der Werke von Siegfried Lenz ['Das Vorbild'] (2018), ['Der Verlust'] (2019) und ['Die Auflehnung'] (2021). Seine Günter Grass-Biographie erschien 2023. Im September 2025 kommt im Verlag Königshausen & Neumann sein Buch [Fichte. Bürger einer freien Welt] heraus.
Zimmermann ist verheiratet mit Margot Zimmermann, geborene Rothenbusch; das Paar hat einen gemeinsamen Sohn.

## Schriften (Auswahl)
- Friedrich Gottlieb Klopstock. Sonderband ‘Text + Kritik’. München 1981 (Mithg. / Autor)
- Johann Gottlieb Schummel: Die Revolution in Scheppenstedt. Bremen 1986 (Hrsg.)
- Freiheit und Geschichte. F.G. Klopstock als historischer Dichter und Denker. Heidelberg 1987
- Reiseziel Revolution. Berichte deutscher Reisender aus Paris 1789–1805. Reinbek bei Hamburg 1988 (Autor / Hrsg. mit Heiner Boehncke)
- Andreas G.F. Rebmann: HansKiekindieWelts Reisen in alle vier Welttheile. Bremen 1989 (Hrsg.)
- Schreckensmythen – Hoffnungsbilder. Die Französische Revolution in der deutschen Literatur. Essays. Frankfurt/Main 1989 (Hrsg. / Autor)
- Der deutsche Roman der Spätaufklärung. Fiktion und Wirklichkeit. Heidelberg 1990 (Hrsg. / Autor)
- Neues Deutschland. Innenansichten einer wiedervereinigten Nation. Frankfurt/Main 1993 (Hrsg. mit J.D. Kogel / W. Schütte)
- Adolph Freiherr Knigge. Neue Studien. Bremen 1998 (Hrsg. / Autor)
- Aufklärung und Erfahrungswandel. Studien zur deutschen Literaturgeschichte des späten 18. Jahrhunderts. Göttingen 1999 (Habilitationsschrift)
- Günter Grass/Harro Zimmermann: Vom Abenteuer der Aufklärung. Werkstattgespräche. Göttingen 1999/2000²
- Rainer Maria Rilke. Dichtungen und Erinnerungen. Ein Hörbuch (Hrsg. mit W. Weber). Freiburg 2000
- Peter Rühmkorf liest Lyrik und Prosa. Ein Hörbuch (Hrsg. mit W. Weber). Göttingen 2000
- Günter Grass. Leben und Werk. Ein Hörbuch. München 2002
- WortWörtlich. Kleine Arbeiten zur Literaturgeschichte im Radio. Bremen 2003
- Unser Klopstock. Ein lyrisches Stimmenkonzert. Hörbuch. Göttingen 2003 (Hrsg. / Autor)
- Günter Grass unter den Deutschen. Chronik eines Verhältnisses. Göttingen 2006
- Doppel-Talente: Günter Grass & Walter E. Richartz. Hommage und Memorial. Die horen 227. Jg. 52. Bremerhaven 2007 (Mithg.)
- Friedrich Schlegel oder Die Sehnsucht nach Deutschland. Paderborn u. a. 2009
- Günter Grass unter den Deutschen. Chronik eines Verhältnisses. Göttingen 2010
- Friedrich Gentz. Die Erfindung der Realpolitik. Paderborn u. a. 2012; Rezension Sammler amouröser Liebschaften und Verfechter des Konservatismus im Büchermarkt – Buch der Woche im Deutschlandfunk (DLF) (17. Februar 2013) von Wilfried F. Schoeller
- Friedrich Sieburg – Ästhet und Provokateur. Göttingen 2015
- Günter Grass und die Deutschen. Eine Entwirrung. Göttingen 2017
- Herausgeber von Siegfried Lenz: Das Vorbild. Roman. Hamburg 2018
- Herausgeber von Siegfried Lenz: Der Verlust. Roman. Hamburg 2019
- Ein deutscher Gotteskrieger? Der Attentäter Carl Ludwig Sand. Die Geschichte einer Radikalisierung. Paderborn u. a. 2020
- Herausgeber von Siegfried Lenz: Die Auflehnung. Roman. Hamburg 2021
- Günter Grass. Biographie. Osburg, Hamburg 2023, ISBN 978-3-95510-332-3.
- Fichte. Bürger einer freien Welt. Würzburg 2025